# Buiksloot
Buiksloot è una località dei Paesi Bassi situata nella provincia dell'Olanda Settentrionale. Fa parte della municipalità di Amsterdam ed è situata nel centro dello stadsdeel Amsterdam-Noord.
Buiksloot è stata un comune autonomo fino al 1º gennaio 1921, quando fu assorbita, dal comune di Amsterdam. Tra 1920 e 1980 sono costruite zone residenziali attorno al villaggio.